# Haldaur
Haldaur és una ciutat i municipalitat del districte de Bijnor a l'estat d'Uttar Pradesh (Índia), situada a 29° 18′ N, 78° 17′ E / 29.3°N,78.28°E. Al cens del 2001 figura amb 17.894 habitants (el 1901 eren 5.628 habitants). Es troba a menys de 20 km de Bijnor.
La fundació s'atribueix a Halda Singh, suposat ancestre dels chahuans. Fou governada tradicionalment per una família de rajputs chahuans. El 1857 els senyor chahuhan d'Haldaur fou lleial als britànics el que li va costar seriosos problemes i com a recompensa va rebre el títol de raja al final del conflicte (1860). La residència del raja és l'edifici principal de la població.